# Дрицаны
Дрицаны (Дрицены, Дрицени; латыш. Dricāni, латг. Drycāni) — населённый пункт в Резекненском крае Латвии, административный центр Дрицанской волости.

## Описание
Находится на автодороге P36 (Резекне—Гулбене). Расстояние до города Резекне — около 20 км. В селе начинаются дороги местного значения в Цискады (V552), Роговку (V557), Пильцине (V558) и Скушкову (V589), а также внутренняя дорога, соединяющая школу с шоссе (V559).
Село неофициально разделено на старый центр между рекой Мазича (приток Ичи) и шоссе P36 и новый центр за шоссе.
В старом центре находится римско-католическая церковь свв. Апостолов Симона и Иуды Фаддея (1859), кладбище, старая волостная администрация и старый народный дом (1859), во дворе которого установлен камень в память о жертвах оккупаций, а также средняя школа (1953). В новом центре расположен дом культуры и многоэтажная застройка, ранее также сельсовет, детский сад и фельдшерский пункт.
В селе выходит ежемесячник Dricānu ziņas действует молодёжный центр Kukuži, несколько танцевальных и певческих коллективов, а также музыкальная группа Dricānu dominante под руководством Андриса Эриньша.

## Население
По данным на 2022 год, в населённом пункте проживало 282 человек, 91 % жителей составляли латыши (Центральное статистическое управление Латвии не учитывает латгальцев как отдельный этнос), 6 % населения — русские.
| 1997 | 2000 | 2004 | 2009 | 2010 | 2020 |
| ---- | ---- | ---- | ---- | ---- | ---- |
| 435  | 429  | 429  | 395  | 405  | 282  |

## История
Название села связывают с латгальским driči («гречиха») или dricināt («трясти»).
Возникло как центр поместья Дрицены (пол. Drycany). Впервые упомянуто в 1568 году, когда надел был дарован польским королем Сигизмундом II Августом Эрнесту де Рюку. В 1625 году земля была передана Сигизмундом III Иоганну Тизенгаузу, однако семейство де Рюков сохранило права владения и в 1677 году получило от Яна III Собеского привилей с подтверждением наследственных прав на село.
До первого раздела Речи Посполитой в 1772 году входило в состав Великого княжества Литовского, затем в Российской империи. В 1779 году на средства Доминика де Рюка был построен первый деревянный костел, в котором служили бернардинцы из монастыря в Вилянах
.
В XIX веке после замужества баронессы Марии Франциски де Рюк стало родовым поместьем полонизированного дворянского рода Мантейфелей. По инициативе Марии Мантейфель и её сестры Екатерины Ульяновской был построен каменный костел, освященный в октябре 1859 года благословению митрополита могилевского Вацлава Жилиньского священником Клеменсом Тарвидом. У костела похоронены представители рода Мантейфелей и де Рюков.
В Дрицанах родился польский историк и этнограф Густав фон Мантейфель, издававший первый регулярный календарь на латгальском языке. Резиденция описана в книгах Memento kresowe Антония Урбанского и во втором томе «Истории резиденций на давних окраинах Речи Посполитой» Романа Афтанази.
В Латвийской Республике в 1935 году получило статус села
В советское время населённый пункт носил название Дрицены и был центром Дриценского сельсовета Резекненского района. В селе располагалась центральная усадьба совхоза «Дрицены».

## Галерея
- Средняя школа
- Хозяйственные постройки
- Могила Густава фон Мантейфеля рядом с костелом